# Даниленко Вячеслав Андрійович
Вячеслав Андрійович Даниленко (27 жовтня 1946 — 20 лютого 2016) — український вчений у галузі детонації сумішевих і гетерогенних вибухових речовин, геофізики сильних збурень. Доктор фізико-математичних наук (1985). Член-кореспондент Національної академії наук України (1995).

## Біографія
Народився в м. Полтаві, у сім'ї військовослужбовця.
У 1974 р. закінчив Московський інженерно-фізичний інститут за спеціальністю «хімія швидкоплинних процесів» і був направлений на роботу до Інституту гідромеханіки АН УРСР.
Активну наукову діяльність Вячеслав Андрійович розгорнув у секторі геодинаміки вибуху, а пізніше — в Інституті електрозварювання ім. Є. О. Патона АН УРСР. Учень академіків Я. Б. Зельдовича і М. О. Лаврентьєва.
1985 року захистив докторську дисертацію.
Від 1985 р. В. А. Даниленко працював заступником директора з наукової роботи та керівником Відділення геодинаміки вибуху Інституту геофізики ім. С. І. Субботіна НАН України.
Раптово помер від серцевого нападу на 70-му році життя 20 лютого 2016 року.

## Наукова діяльність
Вячеслав Андрійович — відомий в Україні та за кордоном фахівець у галузі фізики вибуху нелінійних неврівноважених динамічних систем і фізики швидкоплинних процесів, динаміки неврівноважених структурованих середовищ, теорії самоорганізації і нелінійних хвильових процесів у неврівноважених активних середовищах.
Учений побудував математичні моделі руху блокових середовищ, за їх допомогою дослідив процеси самоорганізації геофізичних блокових середовищ. Він відкрив нові закономірності у вивченні нелінійних хвильових процесів у геофізичних середовищах із структурою. Одержані В. А. Даниленком рівняння стану цих середовищ узагальнюють існуючі подібні рівняння і дають змогу моделювати такі явища, як процеси утворення блоків з початкового однорідного стану та їхню подальшу самоорганізацію, а також поведінку геофізичних середовищ на великих проміжках часу за різноманітних збурень, що має істотне значення для розробки нових технологій у гірничій, нафтогазовій, будівельній промисловостях і прогнозуванні землетрусів.
На основі результатів фундаментальних досліджень, виконаних під керівництвом науковця, створено нові технології інтенсифікації видобутку різноманітних корисних копалин (нафти, газу, води, сірки, урану) та камери високого тиску, що відкриває нові можливості дослідження геофізичних середовищ у широкому діапазоні тисків і температур.
В. А. Даниленко — автор понад 200 наукових праць, має авторські свідоцтва та патенти на винаходи.
Чимало зусиль віддавав Вячеслав Андрійович науково-організаційній діяльності як заступник голови наукової міждержавної ради академій наук країн СНД із проблеми «Теоретична основа процесів горіння та вибуху», заступник голови проблемної комісії з детонації і вибуху при Інженерній академії наук України.
Був членом редколегій часописів «Геофизический журнал» (Україна) та «Физика горения и взрыва» (Росія), є членом спеціалізованої ради в Інституті геофізики ім. С. І. Субботіна НАН України.

## Відзнаки
За багаторічну плідну наукову і науково-організаційну роботу, чільний внесок у розвиток досліджень з геофізики та підготовку наукових кадрів В. А. Даниленко нагороджений Почесною грамотою Президії Національної академії наук України і ЦК профспілки працівників НАН України.